# AHSA2
AHSA2 (англ. Activator of HSP90 ATPase homolog 2) – білок, який кодується однойменним геном, розташованим у людей на 2-й хромосомі. Довжина поліпептидного ланцюга білка становить 299 амінокислот, а молекулярна маса — 33 806.
| 10         |  | 20         |  | 30         |  | 40         |  | 50         |
| ---------- |  | ---------- |  | ---------- |  | ---------- |  | ---------- |
| MAKWGQGNPH |  | WIVEEREDGT |  | NVNNWRWTER |  | DATSLSKGKF |  | QELLVGIVVE |
| NDAGRGEINE |  | LKQVEGEASC |  | SSRKGKLIFF |  | YEWNIKLGWK |  | GIVKESGVKH |
| KGLIEIPNLS |  | EENEVDDTEV |  | SLSKKKGDGV |  | ILKDLMKTAG |  | TAKVREALGD |
| YLKALKTEFT |  | TGMILPTKAM |  | ATQELTVKRK |  | LSGNTLQVQA |  | SSPVALGVRI |
| PTVALHMMEL |  | FDTTVEQLYS |  | IFTVKELTNK |  | KIIMKWRCGN |  | WPEEHYAMVA |
| LNFVPTLGQT |  | ELQLKEFLSI |  | CKEENMKFCW |  | QKQHFEEIKG |  | SLQLTPLNG  |

A: Аланін

C: Цистеїн

D: Аспарагінова кислота

E: Глутамінова кислота

F: Фенілаланін

G: Гліцин

H: Гістидин

I: Ізолейцин

K: Лізин

L: Лейцин

M: Метіонін

N: Аспарагін

P: Пролін

Q: Глутамін

R: Аргінін

S: Серин

T: Треонін

V: Валін

W: Триптофан

Кодований геном білок за функцією належить до шаперонів. 
Задіяний у таких біологічних процесах, як відповідь на стрес, альтернативний сплайсинг. 